# Leucophaeus
Leucophaeus er en slægt af fugle i familien mågefugle, der er udbredt med fem arter i Nord- og Sydamerika. Slægten er foreslået at omfatte nogle af de arter, der traditionelt blev placeret i slægten Larus, men på grund af ny viden om deres slægtskab nu placeres i deres egen slægt.
Fra Danmark kendes fx lattermåge (Leucophaeus atricilla) som en meget sjælden gæst.

## Arter
De fem arter i slægten Leucophaeus: 
- Magellanmåge, Leucophaeus scoresbii
- Lavamåge, Leucophaeus fuliginosus
- Lattermåge, Leucophaeus atricilla
- Præriemåge, Leucophaeus pipixcan
- Atacamamåge, Leucophaeus modestus